# Solenobia fennicella
Solenobia fennicella is een vlinder uit de familie van de zakjesdragers (Psychidae). De wetenschappelijke naam van de soort is voor het eerst geldig gepubliceerd in 1980 door Esko Suomalainen.